# Port lotniczy Am Timan
Port lotniczy Am Timan – port lotniczy położony w Am Timan, w Czadzie.

## Linie lotnicze i połączenia
| Linia Lotnicza | Kierunek   |
| -------------- | ---------- |
| Tarco Airlines | 1. Chartum |